# Philip Johnson (roer)
Philip Anthony "Tony" Johnson (født 16. november 1940 i Washington, D.C., USA) er en amerikansk tidligere roer.
Johnson vandt (sammen med Larry Hough) sølv i toer uden styrmand ved OL 1968 i Mexico City. I finalen måtte den amerikanske båd se sig slået af østtyskerne Jörg Lucke og Heinz-Jürgen Bothe, mens Peter Christiansen og Ib Ivan Larsen fra Danmark tog bronzemedaljerne. Han deltog også i samme disciplin ved OL 1964 i Tokyo.

## OL-medaljer
- 1968:  Sølv i toer uden styrmand